# ملونین نومونوی
ملونین نومونوی (به فرانسوی: Mélonin Noumonvi) (زاده ۱۰ اکتبر ۱۹۸۲) کشتی‌گیر کشور فرانسه است. از افتخارات وی میتوان به کسب مدال طلا و نقره وزن ۸۴ و ۸۵ کیلوگرم فرنگی مسابقات قهرمانی کشتی جهان ۲۰۱۴ و مسابقات قهرمانی کشتی جهان ۲۰۰۹ و کسب مدال برنز وزن ۹۸ کیلوگرم فرنگی باکو ۲۰۱۵ اشاره کرد. وی در المپیک لندن پنجم شد.